# Mercedes-Benz W 123
Mercedes-Benz W123 je automobil vyšší střední třídy vyráběný v letech 1975–1986. Bylo vyrobeno přes 2,7 milionů vozů. V roce 1985 jej nahradil typ Mercedes-Benz W124.

## Označení
Jednotlivé modely byly značeny trojmístnou cifrou a písmeny. Například model 300D = motor o objemu 3,0 l, palivo diesel; 280CE = motor o objemu 2,7 l, kupé, palivo benzín.

## Zajímavosti
- Vozy byly za socialismu symbolem tzv. veksláků, kteří si je opatřili za valuty.
- W123 hrály v několika českých filmech, asi nejznámější role je nezaměnitelný bílý sedan 300D s dobovým kitem Kamei používaný veksláky ve filmu Bony a klid (1987).[1] Po zhlédnutí snímku si Ivan Jonák koupil Mercedes W123 ve stejné barvě a provedení.[2]
- Pro typ W123 se vžila přezdívka „piáno“ díky hraně kufru připomínající víko piana.